# Sudanblau II
Sudanblau II ist ein Anthrachinonfarbstoff aus der Gruppe der hydrophoben, fettlöslichen Sudanfarbstoffe. Er findet Anwendung in Tuschen und Tinten sowie zur Heizölkennzeichnung.
Er hat zwei Absorptionsmaxima λmax bei 652 nm und 604 nm.